# Игнашкина, Татьяна Григорьевна
Игнашкина Татьяна Григорьевна (укр. Ігнашкіна Тетяна Григорівна) - украинская артистка театра и кино, литератор, педагог, Заслуженная артистка Украины (1993).

## Биография
29 октября 1954 - родилась в городе Днепропетровск

###### Образование
1970 - окончила Игренскую восьмилетнюю музыкальную школу Днепропетровской области по классу скрипки.
1974 - 1976 - обучение  в учебно-театральной студии при Львовском академическом театре имени М.Заньковецкой (курс С. В. Данченко).
1989 - окончила театроведческий факультет Киевского государственного института театрального искусства имени И. К. Карпенко-Карого (курс И. Д. Безгина).
1976 -  окончание учебно-театральной студии, начало работы в театрах Ужгорода, Херсона, Киевском театре поэзии.
	с 1986 – ведущий мастер сцены Киевского академического Молодого театра.
1993 -  удостоена звания - Заслуженная артистка Украины.
2007 -  окончила режиссёрский факультет Государственной академии руководящих кадров культуры и искусств.

## Семья

###### Муж
Калашников Вадим Федорович - режиссёр, сценарист, театровед и педагог. Кандидат искусствоведения, доцент, профессор. Лауреат всесоюзных и всеукраинских конкурсов режиссёров и сценаристов. Осуществил постановку 300 спектаклей и шоу-программ. Автор книг, пьес, сценариев, научных изданий.

## Театральные работы

### Львовский государственный академический украинский драматический театр имени М. Заньковецкой
- 1974 – «Дамы и гусары» А. Фредро – Зузя. Режиссёр З. Хшановский.

### Закарпатский областной государственный украинский музыкально-драматический театр
- 1976 – «Колдунья синих гор» В.Сычевского – Галя Кравчук. Режиссёр Я. Геляс.
- 1976 – «Ценой любви» А. Корниенко – Ксения. Режиссёр Я. Геляс.

### Херсонский государственный украинский музыкально-драматический театр
- 1976 – 1978 - «Мать-наймычка» Т. Шевченко – Катерина. Режиссёр А. Бутов.
- 1976 – 1978 - «Шельменко-денщик»  Г. Квитки-Основьяненко – Присинька,  Эвжени.
- 1976 – 1978 –  «Как вернуть мужа» В.Мейо и М. Эннекена – Бетси
- 1976 – 1978 –  «Королева тюльпанов» Ю. Мокриева – Лина. Режиссёр А. Бутов.
- 1976 – 1978 –  «Мои Надежды» М. Шатрова – Инка. Режиссёр А. Бутов.
- 1976 – 1978 –  «Твои шестнадцать» Т. Ян – Ольга. Режиссёр С. Ивахин.
- 1976 – 1978 – «Отпуск в Ленинграде» М. Гиндина и Г. Рябкина – Светлана. Режиссёр А. Куница.
- 1976 – 1978 –  «Любовь д'Артаньяна» Ю. Гальперина – Фрейлин. Режиссёр А. Горбенко.

### Киевский театр поэзии
- 1982 – «Кларнеты нежности» П. Загребельного и В. Калашникова – Наталия. Режиссёр В. Калашников.
- 1983 – «Чтоб всей вселенной шла любовь» В. Калашникова – Вторая (Лиля Брик, Татьяна Яковлева). Режиссёр В. Калашников.
- 1983 – «Бесконечный дневник» Э.Межелайтиса (инсценизация В. Калашникова) – Прекрасная Дама, Коломбина, Актриса, Стюардесса, Девушка, Дочка, Судьба, Смерть. Режиссёр В. Калашников.
- 1983 – «Свидание с любовью» А. Стельмашенко (по интимной лирике украинских поэтов) – Она. Режиссёр Г. Макарчук.

### Киевский академический Молодой театр
- 1986 – «Баня» В. Маяковского – Поля. Режиссёр В. Шулаков.
- 1986 – «Золотой цыпленок» В. Орлова, музыка В. Назарова – Лисица. Режиссёр В. Шулаков.
- 1987 – «Синие кони на красной траве» М. Шатрова – Нарынкова. Режиссёр Л. Танюк
- 1988 – «Сирано де Бержерак» Э. Ростана – Дуэнья. Режиссёр В. Шулаков.
- 1988 – «Сватанье на Гончаровке» Г. Квитки-Основьяненко – Параска. Режиссёр В. Шулаков.
- 1988 – «Хоттабыч» Л.Лагина – Мать, Зинаида Сигизмундовна. Режиссёр В. Шулаков.
- 1988 – «За двумя зайцами» М.Старицкого – Устя. Режиссёр В. Шулаков.
- 1990 – «Марат – Сад» П. Вайса – Симона. Режиссёр В. Шулаков.
- 1991 – «Шельменко-денщик» Г. Квитки-Основьяненко – Фенна Степановна. Режиссёр В. Гурьев.
- 1991 – «Король и морковь или все как в сказке» В. Кшеминского – Леди Олрайт. Режиссёр Я. Козлов.
- 1993 – «Вот так погиб Гуска» Н. Кулиша – Настонька. Режиссёр Е. Морозов.
- 1994 – «Эрлин» О. Уайльда (по пьесе «Веер леди Виндермир») – Леди. Режиссёр В. Шулаков.
- 1995 – «Житие простых» Н. Ворожбит – Мать. Режиссёр Ю. Сидоренко.
- 1996 – «Семь жен Синей Бороды» А. Володина – Вторая жена. Режиссёр О. Озеров.
- 1998 – «Малыш» Ж. де Летраза, музыка Ю. Шевченко – Анриэтт. Режиссёр В. Бегма.
- 1999 – «РЕхуВИлий ЗОР» Н. Гоголя, Н. Кулиша – Сара. Режиссёр С. Моисеев.
- 2002 – «Волшебник Изумрудного города» - Генгема. Режиссёр А. Воротченко.
- 2004 – «Кайдаши» Н. Дубины за И.  Нечуем-Левицким – Палажка. Режиссёр Н. Яремков.
- 2008 – «Конотопская ведьма» Б. Жолдака, музыка И. Поклада по повести  Г. Квитки-Основьяненко – Приська Чирячка. Режиссёр Н. Яремков.
- 2010 – «Талант» М. Старицкого – Елена Николаевна. Режиссёр Н. Яремков.
- 2013 – «Гоголь-моголь из двух яиц» по пьесе «Самоубийца» М. Эрдмана – Раиса Филипповна. Режиссёр А. Меркулова.
- 2013 – «Любовь людей» Д. Богославского – Ольга Борисовна, мать Люськи. Режиссёр С. Жирков.
- 2013 – «Бери, люби, убегай» О. Савченко – Мария Ивановна, Мать Лоры, Хозяйка долговой квартиры. Режиссёр К. Стейнбейс.
- 2015 – «Очарованный» по пьесе «Бесталанная» И. Карпенко-Карого – Ганна. Режиссёр А. Билоус.
- 2018 – «Кайдаши» Н. Дубины за И.  Нечуем-Левицким – Кайдашиха. Режиссёр Н. Яремков.
- 2019-"Добро пожаловать в ад"В.Зуев-Роза.Режиссер А.Билоус.
- 2021-"Девичий виноград"Н.Коляда-Лариса Сергеевна.Режиссер С.Корниенко.

### Киевский театр-студия «Маска»
- 1980 – «Иван-пионер и волшебная ёлочка» В. Иващенко и В. Калашникова – Снегурочка. Спектакль удостоен звания лауреата Всесоюзного смотра детских новогодних зрелищ на современную тему.
- 1987, 1991, 1997 – «Новогодние приключения Лисицы» В. Калашникова – Лисица.
- 1988 – «Живи и помни» В. Распутина – Моноспектакль.
- 1992 – Всеукраинський фестиваль искусств, посвященный годовщине «Экономбанка» (областной муздрамтеатр, Ровно) – Ведущая.
- 1995 – 1-й Всеукраинский конкурс артистов эстрады «Солнечный скиф-95» (ДК «Современник» Энергодар Запорожской области) – Ведущая.
- 1995 – Заключительный гала-концерт лауреатов 1-го Всеукраинского конкурса артистов эстрады и звезд украинской эстрады «Солнечный скиф-95» (ДК «Современник» Энергодар Запорожской области) – Ведущая.
- 1996 – «Маруся Чурай» Л. Костенко – Моноспектакль.
- 2001 – «Тебя нет, но я все с тобой!» В. Калашникова – Моноспектакль о Лесе Украинке.
- 2002 – Межнациональный фестиваль «Украинская родня» (РДК Барышевского, Бородянского, Переяслав-Хмельницкого, Яготинского, Киево-Святошинского районов Киевской области) – Ведущая.
- 2005 – «И вечно – бой!» В. Калашникова (о жизни и любви А. Блока) – Моноспектакль.
- 2006 – «Как стать звездой» В. Калашникова – Моноспектакль.

## Фильмография

### Художественное кино
- 1972 – «Второе дыхание» – Стюардесса
- 2011 – «Ефросиния-2» (49-я серия) – Медсестра
- 2011 – «Порох и дробь» (5-я серия) – Продавщица
- 2011 – «Семейные мелодрамы» (39-я серия) – Марина
- 2011 – «Страсти по Чапаю» (2-я серия) – Купчиха Акулина
- 2012 – «Джамайка» (36-я, 55-я серии) – Соседка
- 2012 – «Возвращение Мухтара – 2 » («Запятнанная репутация», 28-я серия) – Уборщица
- 2012 –  «Возвращение Мухтара – 2 » («Беби Бум», 42 серия) – Иннеса Петровна
- 2012 –  «Возвращение Мухтара – 2 » («Мнительность», 60 серия) – Зинаида Петровна
- 2012 – «Казаки» (3-4 серии) – Казачка
- 2012 – «Генеральская сноха» (2 серия) – Фая
- 2013 – «Птица в клетке» (3 серия) – Валя
- 2014 – «Верни мою любовь» – Соседка Веры
- 2014 – «Пока станица спит» – Степанида
- 2014 – «Страна У» («Освобождение Юлии»). Новый сезон (Выпуск 36) – Анна Матвеевна
- 2014 – «Личное дело» – Панкова
- 2014 – «Муж на час» – Генриетта Павловна
- 2014 – «Возвращение Мухтара – 2» («Золотая собака», 94 серия) – Вероника Павловна
- 2014 – «Дворняжка Ляля» – Торговка
- 2015 – «Последний янычар» – Степанида
- 2015 – «Ведьма» – Крестьянка
- 2015 – «Забудь и вспомни» – Повариха
- 2015 – «Окно жизни» – Тамара Петровна
- 2015 – «Родственнички» – Валя
- 2015 – «Отдел 44» (34серия) – Маргарита Шушко
- 2016 – «Слуга народа-2. От любви до импичмента» (5 серия) – Галина Петровна
- 2017 – «В последний раз прощаюсь» (1 серия) – Продавщица
- 2017 – «Доктор Ковальчук» (1 серия) – Скандалистка
- 2017 – «Линия света» (2 серия) – Женщина из автобуса
- 2017 – «Неисправимые» (4 серия) – Соседка Зины
- 2017 – «Подкидыши-2» (7,11,14 серии) – Тамара Петровна Рудник
- 2017-2018 – «Когда мы дома.Новая история»(7,12,18 серии) – Степановна
- 2018 – «Кладовая жизни» (4 серия) – Регистратор
- 2018 – «Папаньки» (5 серия – Глебовна
- 2019 – «Маршруты судьбы» (7 серия) – Александра
- 2019 – «Крепостная» – Горпына
- 2019 – «Вскрытие покажет» (4 серия) – Дачница
- 2019 – «Загадка для Анны» (9 серия) – Лариса Конопенко
- 2019 – «Сердце матери» (18 серия) – эпизод
- 2019- "Подлежит уничтожению" (3 серия)- Дама
- 2019-"Замок на песке"(2серия)-эпизод
- 2019-"Все,ничего и что-то еще"-Бабушка
- 2020-"Вызов"(22серия)-соседка Нины
- 2021-"Участковый с ДВРЗ-2"(3 серия)

Людмила Алексеевна.

### Телевизионная карьера
- 2015 – Клип «Номер 23» Ивана Дорна – Мать. Режиссёр И. Дорн

## Награды
- 1990 – Лауреат Республиканского конкурса «Укрэстрада – 90» (І премия)
- 1991 – Лауреат 1-го Всесоюзного конкурса режиссёров эстрады и массовых зрелищ
- 1993 – Присвоено почетное звание заслуженной артистки Украины
- 1999 – Лауреат IV Всеукраинского конкурса профессиональных чтецов имени Леси Украинки
- 2014 – Медаль «25 лет Творческого союза «Ассоциации деятелей эстрадного искусства Украины»
- 2015 – Медаль «Звезда украинской эстрады»

## Книги
- Калашников В..Ф. Полнота любви. Пьесы. Материалы. Документы. – К.: Стелла Гранд, 2011. – 210 с., илл.
- Игнашкина Т. Г. Тайны актёрской жизни. – К.: КОО АДЭИ Украины, 2014. – 167 с., илл.

## Пресса
- Решая общечеловеческие проблемы // Советская Кубань. – 1976. – 29 июня.
- Костенко Л. Сдавай каждый миг экзамен на человека.. // Ленинское знамя. – 1978. – 21 февр.
- Киеву 1500. Театр поэзии // Театрально-концертный Киев. – 1981. –  № 18. – С. 14. Рукас Е. Постигнуть микрокосм поэта // Театрально-концертный Киев. – 1982.–№ 3.– С. 910.
- Шарварок А. Театр поэзии // Литературная Украина. – 1982. – 21 окт.
- Губарец В. Словом поэтическим // Утро. – 1982. –  № 12. – С. 18.
- Талабан В. Поэзия – её призвание // Знамя коммунизма. – 1983. – 3 февр.
- Сценичемкая жизнь поэтического слова // Театрально-концертный Киев. – 1983. –  № 8. – С. 9.
- Сингаевский Н. Талант – тайна творчества // Согласие. 1994. – № 6. – 10 февр. – С. 4.
- Лабинский Н. Феномен Татьяны Игнашкиной // Культура и жизнь. – 1994. – 12 февр.
- Оношенко Е. Львовский шарм киевской актрисы // Театрально-концертный Киев. – 1996. – № 3. – С. 13–14.
- Подлужная А. Не страшно моим мыслям в осеннее ненастье… // Говорит и показывает Украина. – 1999. – 14 окт.
- Подлужная А. «Лесина осень» - первый юбилей // Зеркало недели. – 1999. – 16 окт.
- Шудря Н. Душой трепетна, искриста остроумием… // Культура и жизнь. – 2008. – 3 сент.
- Ботина-Майорова Е. Тайны актёрской жизни // Украина Бизнес Ревю. – 2015. – № 9–10. – С.7. – 9 марта.
- Подлужная А. Как стать актрисой? // День. – 2015. – 12 авг. – № 143.